# Richard Michael Mullane
Richard Michael Mullane (Wichita Falls, Texas, 1945. szeptember 10. –) amerikai űrhajós, ezredes.

## Életpálya
1967-benaz USA Katonai Akadémiáján (West Point) katonai technikából vizsgázott. A vietnámi háborúban RF–4C repülőgépével 150 bevetést hajtott végre. Vietnámot követően négy évet Angliában teljesített szolgálatot. 1975-ben az Air Force Institute of Technology keretében repüléstechnikai mérnöki oklevelet kapott. 1976-ban tesztpilóta képzésben részesült.
1978. január 16-tól a Lyndon B. Johnson Űrközpontban részesült űrhajóskiképzésben. Három űrszolgálata alatt összesen 14 napot, 20 órát és 20 percet (356 óra) töltött a világűrben. Űrhajós pályafutását 1990. augusztus 1-jén fejezte be.

## Űrrepülések
- STS–41–D, a Discovery űrrepülőgép első repülésének küldetésfelelőse. Három kommunikációs műholdat állítottak pályára, Folytatták a McDonnell Douglas vállalat kísérleti, kutatási, gyártási feladatait (CFES). A McDonnell Douglas partnere megbízásából készítettek az űreszközön nagy mennyiségű tisztított eritropoetint. Sikeres napelemtábla kísérletet végeztek. A teljes szolgálatról filmfelvételt készítettek, amiből dokumentumfilm készült. Első űrszolgálata alatt összesen 6 napot, 00 órát és 12 percet (145 óra) töltött a világűrben. 4 007 000 kilométert (2 490 000 mérföldet) repült, 97 kerülte meg a Földet.
- STS–62–A küldetésen küldetésfelelős lett volna. A programot a Challenger-katasztrófa miatt törölték.
- STS–27, az Atlantis űrrepülőgép 3. repülésének küldetésfelelőse. Az Amerikai Védelmi Minisztérium megbízásából harmadszor indított Space Shuttle repülés. A küldetés során útnak indítottak egy katonai műholdat. Elvégezték az előírt kutatási, kísérleti programot. Második űrszolgálata alatt összesen 4 napot, 9 órát és 5 percet (105 óra) töltött a világűrben. 2 929 000 kilométert (1 812 075 mérföldet) repült, 68 kerülte meg a Földet.
- STS–36, az Atlantis űrrepülőgép 6. repülésének küldetésfelelőse. Az Amerikai Védelmi Minisztérium megbízásából indított Space Shuttle repülés. Harmadik űrszolgálata alatt összesen 4 napot, 10 órát és 18 percet (106 óra) töltött a világűrben. 3 089 280 kilométert (1 837 962 mérföldet) repült, 72 kerülte meg a Földet.